# Cabo Ajo
Cabo Ajo är en udde i Spanien.   Den ligger i provinsen Provincia de Cantabria och regionen Kantabrien, i den norra delen av landet, 300 km norr om huvudstaden Madrid.
Terrängen inåt land är platt åt sydost, men åt sydväst är den kuperad. Havet är nära Cabo Ajo norrut. Runt Cabo Ajo är det ganska tätbefolkat, med 60 invånare per kvadratkilometer. Närmaste större samhälle är Santander, 18,7 km väster om Cabo Ajo. Omgivningarna runt Cabo Ajo är en mosaik av jordbruksmark och naturlig växtlighet.